# Saint George (Granada)
Saint George é uma paróquia de Granada. Sua capital é a cidade com o mesmo nome.
A ilha Glover faz parte da paróquia de Saint George.